# Fusillade d'Ippi
La fusillade d'Ippi est une fusillade impliquant deux hommes armés qui ont abattu au moins 4 femmes, travailleuses dans l'aide humanitaire. L'attaque a eu lieu le 22 février 2021 dans le village d'Ippi, dans la province de Khyber Pakhtunkhwa, au Pakistan.

## Fusillade
Les victimes se trouvaient à l'intérieur d'une voiture lorsque deux hommes armés les ont attaquées à moto. Quatre femmes ont été tuées et le conducteur a été blessé dans l'attaque.